# Villette (Bourg-en-Lavaux)
Villette (toponimo francese) è una frazione di 581 abitanti del comune svizzero di Bourg-en-Lavaux, nel Canton Vaud (distretto di Lavaux-Oron).

## Geografia fisica
Villette si affaccia sul lago di Ginevra.

## Storia

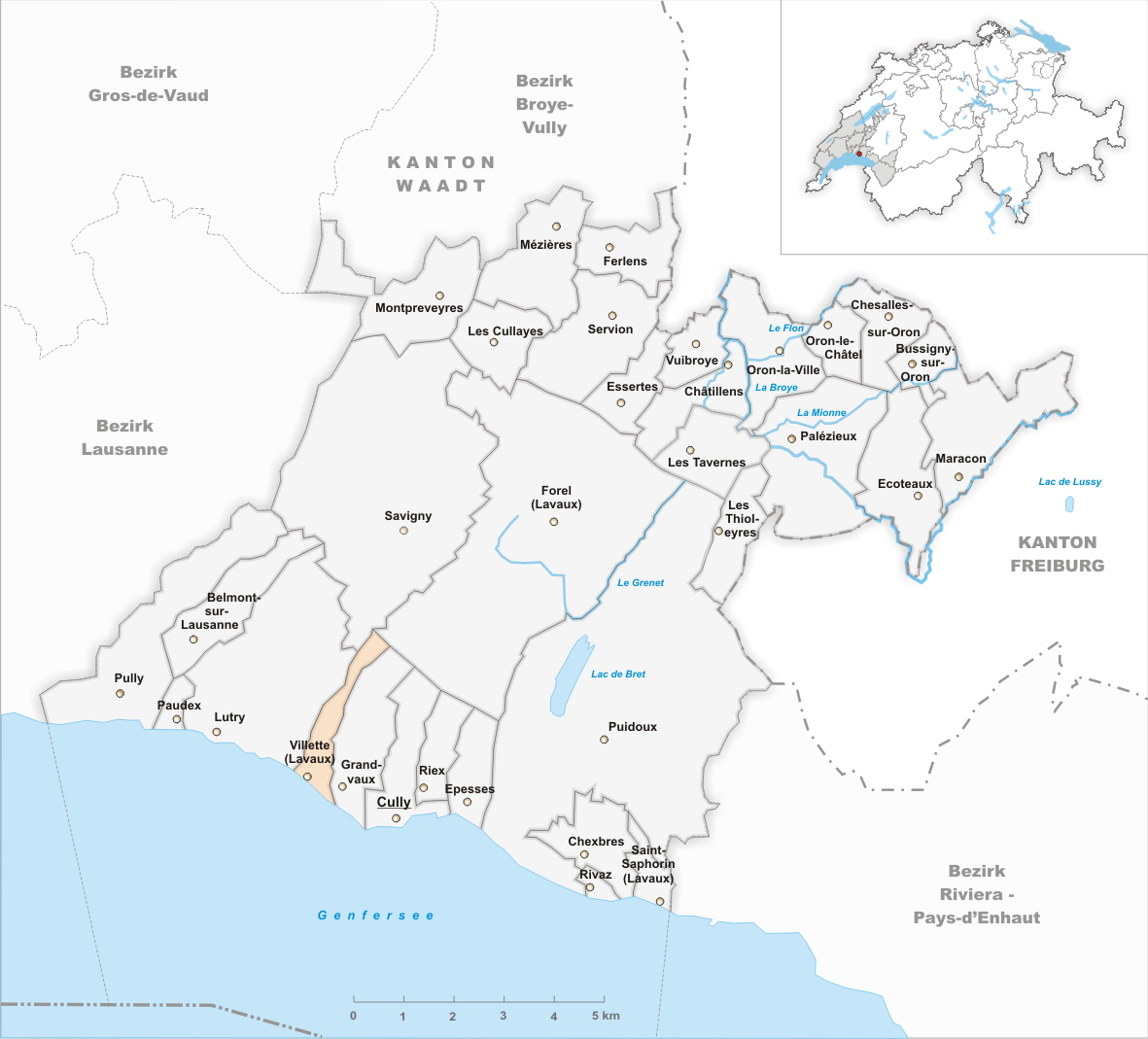
Il territorio del comune di Villette prima degli accorpamenti comunali del 2011

Nel 1824 dal territorio di Villette furono scorporate le località di Cully, Epesses, Forel (allora chiamata Les Monts de Villette), Grandvaux e Riex, divenute comuni autonomi. Il residuo comune di Villette, che si estendeva per 1,36 km², nel 2011 è stato accorpato agli altri comuni soppressi di Cully, Epesses, Grandvaux e Riex per formare il nuovo comune di Bourg-en-Lavaux.

## Monumenti e luoghi d'interesse

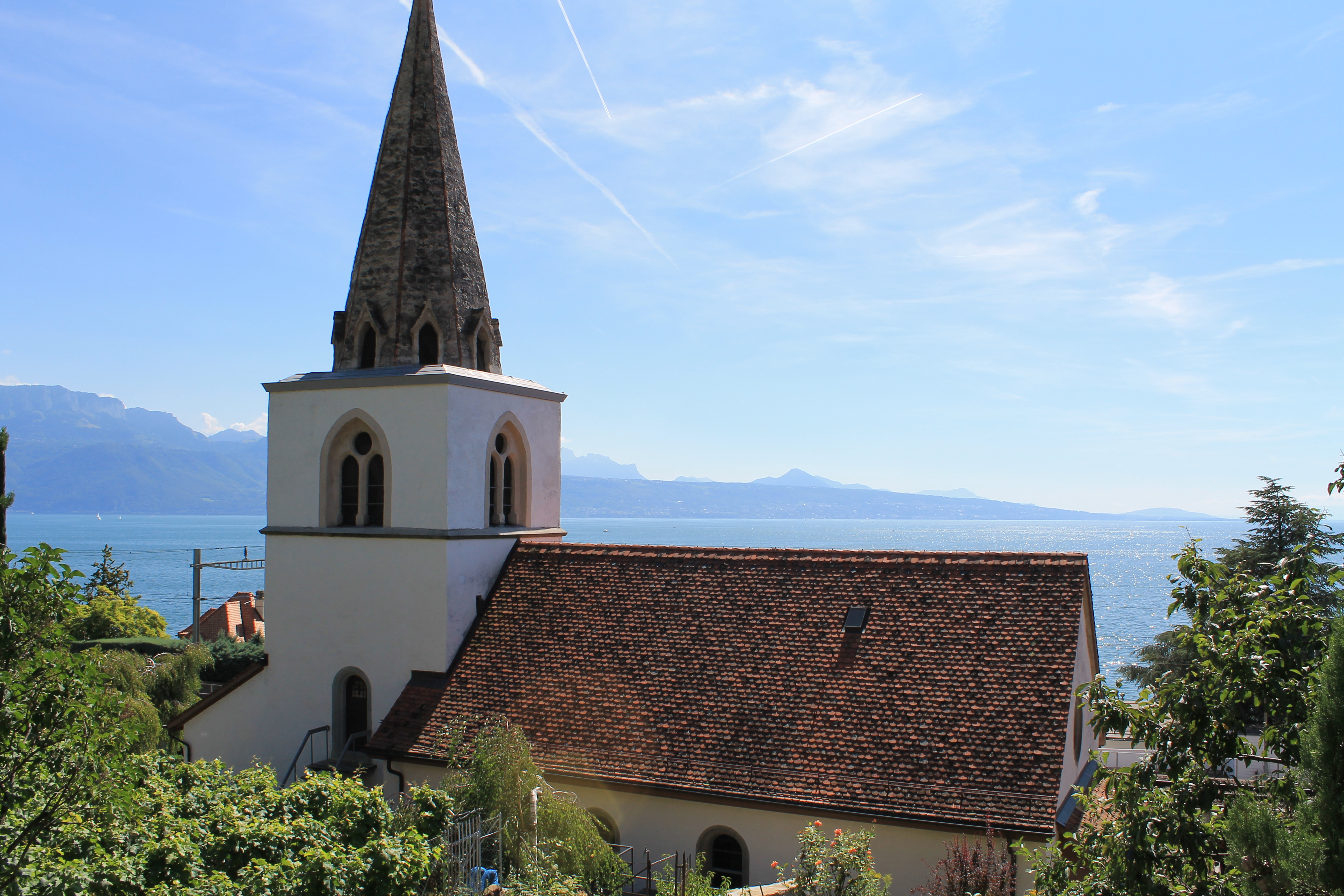
La chiesa di San Saturnino

- Chiesa riformata di San Saturnino, attestata dal 1134[1].

## Società

### Evoluzione demografica
L'evoluzione demografica è riportata nella seguente tabella:
Abitanti censiti

## Amministrazione
Ogni famiglia originaria del luogo fa parte del cosiddetto comune patriziale e ha la responsabilità della manutenzione di ogni bene ricadente all'interno dei confini della frazione.

## Infrastrutture e trasporti
Villette è servito dall'omonima stazione, sulla ferrovia Losanna-Briga.